# Ivan Rybkine
Ivan Petrovitch Rybkine (en russe : Ива́н Петро́вич Ры́бкин), né le 20 octobre 1946, est un homme politique russe.
Il est président de la Douma de 1994 à 1996 et secrétaire du Conseil de sécurité de 1996 à 1998.
Il a le grade civil de conseiller d'État effectif de la fédération de Russie de 1re classe.